# Parafia Świętych Apostołów Piotra i Pawła w Racławicach
Parafia Świętych Apostołów Piotra i Pawła – parafia rzymskokatolicka w Racławicach należąca do dekanatu miechowskiego, diecezji kieleckiej.
Erygowana w 1778.